# Pesna muha
Pesna muha (znanstveno ime Pegomya hyoscyami), je škodljivec kmetijskih rastlin, predvsem pese in špinače. 

## Opis
Odrasla muha doseže v dolžino okoli 6 mm. Ličinke so žerke, ki napadajo liste pese, špinače, blitve in ostalih poljščin. Na leto ima 3 rodove. Samica odloži jajčeca na spodnjo stran listov rastlin. Običajno izleže med 2 in 5 jajčec, ki se po štirih do šestih dneh izležejo, ličinke pa se zavrtajo pod povrhnjico listov, kjer se hranijo. Po sedmih do šestnajstih dneh se ličinke običajno prebijejo na plano in padejo na tla, kjer se zabubijo. Včasih se zabubijo tudi znotraj listov napadene rastline. Iz bube po dveh do štirih tednih izleti odrasla muha. 

## Galerija
- Dve jajčeci na listu napadene rastline
- Posledice napada pesne muhe na listu rastline
- Ličinka pod povrhnjico